# Harald Grosskopf
Harald Grosskopf (ur. 23 października 1949 w Hildesheimie) – niemiecki perkusista, kompozytor, producent, reprezentant niemieckiego rocka elektronicznego i krautrocka.
Harald Grosskopf był pierwszym na gruncie muzyki elektronicznej perkusistą, który wykorzystał sekwencery przy produkcji nagrań muzycznych.

## Życiorys
Harald Grosskopf rozpoczął karierę muzyczną w połowie lat 60. ubiegłego stulecia w grupie The Stuntmen, a pod koniec lat 60. grał przez krótki okres w nieznanej wówczas grupie Scorpions.
W 1971 Harald Grosskopf przeprowadził się do Mönchengladbach, gdzie dołączył do zespołu Wallenstein, kierowanym przez pianistę i wokalistę Jürgena Dollase. Zespół ten, określający się mianem „symfonicznej orkiestry rockowej" miał wywrzeć istotny wpływ na dalszy rozwój muzyczny Haralda Grosskopfa.
W 1972 producent muzyczny Rolf-Ulrich Kaiser powołał do życia studio nagraniowe i zarazem wydawnictwo muzyczne Kosmische Kuriere, do którego przystąpił Harald Grosskopf a poza nim również Jürgen Dollase, Dieter Dierks, Manuel Göttsching i Klaus Schulze.
W 1973 Harald Grosskopf wchodził razem z Manuelem Göttschingiem w skład zespołu Ash Ra Tempel.
W 1974 uczestniczył w eksperymencie muzycznym The Cosmic Jokers.
W drugiej połowie lat 70. współpracował z Klausem Schulzem (albumy: Moondawn, Body Love, Body Love Vol. 2, X, Live).
W latach 80. Harald Grosskopf był współzałożycielem i perkusistą zespołu Lilli Berlin, reprezentującym niemiecką odmianę punk rocka.
Harald Grosskopf był aktywny muzycznie (nagrania studyjne i koncerty) w latach 90., kiedy z zaprzyjaźnionymi muzykami stworzył kilka projektów muzycznych (m.in. Sunya Beat i N-Tribe).
Pod własnym nazwiskiem Harald Grosskopf nagrał i wydał 5 albumów, a z innymi artystami (jako członek zespołu lub muzyk sesyjny) – ponad 70.

## Dyskografia solowa
- 1980 – Synthesist
- 1986 – Oceanheart
- 1989 – Best Of Harald Grosskopf (kompilacja)
- 1992 – World Of Quetzal
- 2002 – Digital Nomad
- 2004 – Yeti Society